# Have You Ever Loved a Woman
Have You Ever Loved a Woman ist ein von Billy Myles geschriebener Blues-Titel. Im Jahr 1960 wurde das Stück von Freddie King aufgenommen und auf Federal Records veröffentlicht. Auf der Aufnahme spielt King Gitarre und singt den Titel. Begleitet wird er dabei von Pianist Sonny Thompson, Bassist Bill Willis und Schlagzeuger Phillip Paul.

## Charterfolg und Aufnahme ins Album
Als die Single (No. 23484) von Federal Records veröffentlicht wurde, erreichte die Auskopplung zusammen mit der B-Seite You’ve Got to Love Her with a Feeling die Billboard Hot 100. Der Song ist ebenfalls auf Kings Debütalbum von 1961 Freddy King Sings enthalten.
<

## Coverversionen
Weitere Interpretationen des Songs nahmen 1965 sowohl die Graham Bond Organization als auch John Mayall & the Bluesbreakers auf; die Fassung von Mayall wurde aber erst 1977 veröffentlicht. Mit Derek and the Dominos spielte Eric Clapton eine weitere Version für das 1970 veröffentlichte Album  Layla and Other Assorted Love Songs ein. Solo-Interpretationen Claptons erschienen auf dessen Album E.C. Was Here (1975), später auch auf Just One Night (1980), 24 Nights (1991), Crossroads 2: Live in the Seventies (1996), Live In Hyde Park und Blues (1998), One More Car, One More Rider (2002) und auf dem Crossroads Guitar Festival 2004. Auch Little Milton (1987) und Van Morrison (1994) interpretierten den Song, ebenso Fleetwood Mac und die Tedeschi Trucks Band.